# قهرمان‌لی، بردع
قهرمان‌لی (به لاتین: Qəhrəmanlı) یک منطقه مسکونی در جمهوری آذربایجان است که در شهرستان بردع واقع شده‌است. قهرمان‌لی ۴۷۲ نفر جمعیت دارد.